# Rupes Altai
Rupes Altai ist eine im südöstlichen Quadranten der Mondvorderseite gelegene Geländestufe. Ihre  selenografischen Koordinaten lauten 24° S und 23° O. Die Länge der Formation beträgt 550 km.
Das südöstliche Ende der Klippe beginnt am westlichen Rand des Kraters Piccolomini. Von dort erstreckt sie sich in einem unregelmäßigen Bogen nach Norden und erreicht dabei eine Höhe von fast einem Kilometer. Der Bogen endet im Norden in einem unregelmäßigen Gebiet ohne eindeutige Begrenzung, das von den markanten Kratern Theophilus, Cyrillus und Catharina eingefasst wird. Rupes Altai bildet die südwestliche Begrenzung des Einschlagbeckens Mare Nectaris.
Die Struktur ist während der Vollmond-Phase schwierig zu erkennen, da dann die Sonne im Zenit steht. Am besten erkennt man sie, wenn der Terminator in der Nähe liegt und das Sonnenlicht in einem flachen Winkel einfällt.